# Championnat d'Asie du Sud féminin de football des moins de 18 ans
 (mars 2019).
Si vous disposez d'ouvrages ou d'articles de référence ou si vous connaissez des sites web de qualité traitant du thème abordé ici, merci de compléter l'article en donnant les références utiles à sa vérifiabilité et en les liant à la section « Notes et références ».
Le Championnat d'Asie du Sud féminin de football des moins de 18 ans est une compétition de football féminin des moins de 18 ans réunissant la plupart des pays du Sud de l'Asie. La compétition est organisée par la Fédération d'Asie du Sud de football (SAFF).
Les membres sont le Bangladesh, le Bhoutan, l'Inde, les Maldives, le Népal, le Pakistan et le Sri Lanka. Le tournoi se tient tous les deux ans.
Le tournoi se compose d'un premier tour, les équipes réparties en 2 poules de 3, où chacun affronte une fois ses adversaires. Les 2 premiers de chaque poule sont qualifiés pour la phase finale, disputée en demi-finales et finale.

## Palmarès
| Année | Hôte              | Finale     | Finale                                                      | Finale     | Match pour la troisième place | Match pour la troisième place | Match pour la troisième place | Rapport      |
| Année | Hôte              | Vainqueur  | Score                                                       | Finaliste  | Troisième                     | Score                         | Quatrième                     | Rapport      |
| ----- | ----------------- | ---------- | ----------------------------------------------------------- | ---------- | ----------------------------- | ----------------------------- | ----------------------------- | ------------ |
| 2018  | Bhoutan, Thimphou | Bangladesh | 1 - 0                                                       | Népal      | Inde                          | 1 - 0                         | Bhoutan                       | (rapport)    |
| 2020  |                   |            | -                                                           |            |                               | -                             |                               | [ (rapport)] |
| 2022  |                   | Inde       | 0 - 1 (L'Inde est cependant vainqueure au nombre de points) | Bangladesh |                               | -                             |                               | [ (rapport)] |

## Les meilleurs buteuse toute éditions confondu
| Joueuse                      | Buts |
| ---------------------------- | ---- |
| Mossammat Sirat Jahan Shopna | 8    |
| Rekha Paudel                 | 7    |
| Sonam Choden                 | 4    |
| Marzia                       | 4    |

## Sélectionneurs vainqueurs
| Année | Sélectionneur        | Sélection  |
| ----- | -------------------- | ---------- |
| 2018  | Golam Rabbani Choton | Bangladesh |
| 2020  |                      |            |

## Bilan par pays
| Pays       | Victoire | Finaliste | Année(s) |
| ---------- | -------- | --------- | -------- |
| Bangladesh | 1        | 0         | 2018     |
| Népal      | 0        | 1         |          |

## Statistiques
| Équipe     | J | V | N | D | BM | BE | DB  | Pts |
| ---------- | - | - | - | - | -- | -- | --- | --- |
| Bangladesh | 4 | 4 | 0 | 0 | 24 | 0  | +24 | 12  |
| Népal      | 4 | 1 | 1 | 2 | 14 | 4  | +10 | 4   |
| Inde       | 4 | 2 | 1 | 1 | 14 | 1  | +13 | 7   |
| Bhoutan    | 4 | 1 | 0 | 3 | 13 | 9  | -4  | 3   |
| Maldives   | 2 | 0 | 0 | 2 | 0  | 21 | -21 | 0   |
| Pakistan   | 2 | 0 | 0 | 2 | 0  | 29 | -29 | 0   |
| Sri Lanka  | 0 | 0 | 0 | 0 | 0  | 0  | 0   | 0   |